# رعنانا
رعنانا (بالعبرية: רעננה ؛ بالإنجليزية: Ra'anana) مدينة إسرائيلية تقع في قلب منطقة سهل شارون الجنوبية باللواء الجنوبي - حسب التقسيم الإداري الإسرائيلي. أسسها المهاجرون اليهود إلى فلسطين عام 1922 كمستعمرة محاذية لقرية «تبصر» الفلسطينية المهجّرة بفعل حرب 1948. يسكنها قرابة 68,000 نسمة (2009) معظمهم من المهاجرين اليهود من بلدان تتحدث الإنجليزية والفرنسية والإسبانية. يحاذيها كل من مدينة كفار سابا إلى الشرق، وهرتسليا إلى الجنوب الغربي. يعتبر مجمع رعنانا للصناعات فائقة التقنية «هاي تيك» مكانا جاذبا لأهم الشركات العالمية والمحلية أيضا، والمدينة هي أحد مراكز وادي السيليكون الإسرائيلي. يشار بالذكر إلى أنه تم اختيار مدينة رعنانا كأكثر المدن أمانا في الشرق الأوسط والأعلى من حيث جودة الحياة في إسرائيل.

## تاريخ
كانت قرية «تبصر» الفلسطينية المهجّرة - التي أقيمت على أطرافها مستعمرة «رعنانا» وامتدت على أراضيها المصادرة بعد حرب 1948، تمتد على ارض متموجة في السهل الساحلي وكانت متصلة ببلدة قلقيلية التي تبعد نحو 8 كم إلى الشرق بواسطة طريق فرعية تتقاطع مع الطريق العام الساحلي على مسافة قصيرة من القرية. وقد بنيت تبصر قبل أواسط القرن التاسع عشر فوق موقع اثري.
كانت قرية «تبصر» استنادا إلى المؤرخ الإسرائيلي بني موريس أولى القرى التي هجرها سكانها هجرة جماعية في منطقة تزدحم بالمستعمرات اليهودية إلى الشمال من تل أبيب مباشرة فقد رحل معظم السكان فيما ذكر منذ 21 كانون الأول ديسمبر 1947 خوفا من هجمات اليهود ومع أن غارات عدة شنت في تلك المنطقة في الأسابيع القليلة السابقة فليس ثمة من ذكر لغارة على تبصر تحديدا إلا أن هناك من دلائل ما يشير إلى إن بعض السكان على الأقل مكث في القرية مدة ثلاثة أشهر أخرى، حتى نيسان / أبريل 1948. وفي ذلك التاريخ طرد بعض السكان من تبصر بأمر من الهاغاناه في عملية التطهير النهائي لتلك المنطقة الساحلية وذلك استنادا إلى تقرير للاستخبارات العسكرية الإسرائيلية. تغطي بساتين الحمضيات الإسرائيلية الموقع بأسره بحيث أصبح من الصعب التميز بينه وبين الأراضي المجاورة. وتنبت أشجار الحمضيات والسرو على أراضي القرية.

## توأمة
لرعنانا اتفاقيات توأمة مع كل من:
- بوزنان
- فيرونا
- لاغوس
- برامشه
- أتلانتا
- تاينان

## أعلام
- ليفيو ليبريسكو
- بول سميث
- ميراف بن أري
- روي كلين